# Línea 421 (Interurbanos Madrid)
La línea 421 de la red de autobuses interurbanos de Madrid une el área intermodal de Legazpi (Madrid) con Pinto.

## Características
Esta línea une en 45 minutos el área intermodal de Legazpi (Madrid) con Pinto.
La línea no mantiene los mismos horarios todo el año, desde el 16 de julio al 31 de agosto se reducen el número de expediciones los días laborables entre semana (sábados laborables, domingos y festivos tienen los mismos horarios todo el año), además de los días excepcionales vísperas de festivo y festivos de Navidad en los que los horarios también cambian y se reducen.
Está operada por AISA mediante la concesión administrativa VCM-401 - Madrid – Aranjuez – Villarejo de Salvanés (Viajeros Comunidad de Madrid) del Consorcio Regional de Transportes de Madrid.

## Horarios

### 1 septiembre - 15 julio
| Lunes a viernes laborables | Lunes a viernes laborables | Sábados laborables | Sábados laborables | Domingos y festivos | Domingos y festivos |
| Madrid > Pinto             | Pinto > Madrid             | Madrid > Pinto     | Pinto > Madrid     | Madrid > Pinto      | Pinto > Madrid      |
| 06:30                      | 05:40                      | 07:50              | 07:00              | 08:00               | 07:00               |
| 06:45                      | 06:00                      | 08:30              | 07:35              | 09:00               | 08:00               |
| 07:05                      | 06:15                      | 09:05              | 08:10              | 10:00               | 09:00               |
| 07:20                      | 06:30                      | 09:40              | 08:45              | 11:00               | 10:00               |
| 07:35                      | 06:45                      | 10:15              | 09:20              | 12:00               | 11:00               |
| 07:50                      | 07:00                      | 10:50              | 09:55              | 13:00               | 12:00               |
| 08:10                      | 07:15                      | 11:25              | 10:30              | 14:00               | 13:00               |
| 08:30                      | 07:30                      | 12:00              | 11:05              | 15:00               | 14:00               |
| 08:45                      | 07:50                      | 12:35              | 11:40              | 16:00               | 15:00               |
| 09:00                      | 08:10                      | 13:10              | 12:15              | 17:00               | 16:00               |
| 09:15                      | 08:25                      | 13:45              | 12:50              | 18:00               | 17:00               |
| 09:30                      | 08:40                      | 14:20              | 13:25              | 19:00               | 18:00               |
| 09:50                      | 09:00                      | 14:55              | 14:00              | 20:00               | 19:00               |
| 10:10                      | 09:20                      | 15:30              | 14:35              | 21:00               | 20:00               |
| 10:30                      | 09:45                      | 16:05              | 15:10              | 22:00               | 21:00               |
| 10:50                      | 10:00                      | 16:40              | 15:45              | 23:00               | 22:00               |
| 11:10                      | 10:20                      | 17:15              | 16:20              |                     |                     |
| 11:30                      | 10:40                      | 17:50              | 16:55              |                     |                     |
| 11:50                      | 11:00                      | 18:25              | 17:30              |                     |                     |
| 12:10                      | 11:20                      | 19:00              | 18:05              |                     |                     |
| 12:30                      | 11:40                      | 19:35              | 18:40              |                     |                     |
| 12:50                      | 12:00                      | 20:10              | 19:15              |                     |                     |
| 13:10                      | 12:20                      | 20:45              | 19:50              |                     |                     |
| 13:30                      | 12:40                      | 21:20              | 20:25              |                     |                     |
| 13:50                      | 13:00                      | 21:55              | 21:00              |                     |                     |
| 14:10                      | 13:20                      | 22:30              | 21:35              |                     |                     |
| 14:30                      | 13:40                      | 23:05              | 22:10              |                     |                     |
| 14:50                      | 14:00                      | 23:40              | 22:45              |                     |                     |
| 15:10                      | 14:20                      |                    |                    |                     |                     |
| 15:30                      | 14:40                      |                    |                    |                     |                     |
| 15:50                      | 15:00                      |                    |                    |                     |                     |
| 16:10                      | 15:20                      |                    |                    |                     |                     |
| 16:30                      | 15:40                      |                    |                    |                     |                     |
| 16:50                      | 16:00                      |                    |                    |                     |                     |
| 17:10                      | 16:20                      |                    |                    |                     |                     |
| 17:30                      | 16:40                      |                    |                    |                     |                     |
| 17:50                      | 17:00                      |                    |                    |                     |                     |
| 18:10                      | 17:20                      |                    |                    |                     |                     |
| 18:30                      | 17:40                      |                    |                    |                     |                     |
| 18:50                      | 18:00                      |                    |                    |                     |                     |
| 19:10                      | 18:20                      |                    |                    |                     |                     |
| 19:30                      | 18:40                      |                    |                    |                     |                     |
| 19:50                      | 19:00                      |                    |                    |                     |                     |
| 20:10                      | 19:20                      |                    |                    |                     |                     |
| 20:30                      | 19:40                      |                    |                    |                     |                     |
| 20:45                      | 20:00                      |                    |                    |                     |                     |
| 21:15                      | 20:30                      |                    |                    |                     |                     |
| 21:45                      | 21:00                      |                    |                    |                     |                     |
| 22:15                      | 21:30                      |                    |                    |                     |                     |
| 22:45                      | 22:00                      |                    |                    |                     |                     |
| 23:15                      | 22:30                      |                    |                    |                     |                     |

### 16 julio - 31 agosto
| Lunes a viernes laborables | Lunes a viernes laborables | Sábados laborables | Sábados laborables | Domingos y festivos | Domingos y festivos |
| Madrid > Pinto             | Pinto > Madrid             | Madrid > Pinto     | Pinto > Madrid     | Madrid > Pinto      | Pinto > Madrid      |
| 06:35                      | 05:45                      | 07:50              | 07:00              | 08:00               | 07:00               |
| 07:00                      | 06:10                      | 08:30              | 07:35              | 09:00               | 08:00               |
| 07:25                      | 06:35                      | 09:05              | 08:10              | 10:00               | 09:00               |
| 07:50                      | 07:00                      | 09:40              | 08:45              | 11:00               | 10:00               |
| 08:15                      | 07:25                      | 10:15              | 09:20              | 12:00               | 11:00               |
| 08:40                      | 07:50                      | 10:50              | 09:55              | 13:00               | 12:00               |
| 09:05                      | 08:15                      | 11:25              | 10:30              | 14:00               | 13:00               |
| 09:30                      | 08:40                      | 12:00              | 11:05              | 15:00               | 14:00               |
| 09:55                      | 09:05                      | 12:35              | 11:40              | 16:00               | 15:00               |
| 10:20                      | 09:30                      | 13:10              | 12:15              | 17:00               | 16:00               |
| 10:45                      | 09:55                      | 13:45              | 12:50              | 18:00               | 17:00               |
| 11:10                      | 10:20                      | 14:20              | 13:25              | 19:00               | 18:00               |
| 11:35                      | 10:45                      | 14:55              | 14:00              | 20:00               | 19:00               |
| 12:00                      | 11:10                      | 15:30              | 14:35              | 21:00               | 20:00               |
| 12:25                      | 11:35                      | 16:05              | 15:10              | 22:00               | 21:00               |
| 12:50                      | 12:00                      | 16:40              | 15:45              | 23:00               | 22:00               |
| 13:15                      | 12:25                      | 17:15              | 16:20              |                     |                     |
| 13:40                      | 12:50                      | 17:50              | 16:55              |                     |                     |
| 14:05                      | 13:15                      | 18:25              | 17:30              |                     |                     |
| 14:30                      | 13:40                      | 19:00              | 18:05              |                     |                     |
| 14:55                      | 14:05                      | 19:35              | 18:40              |                     |                     |
| 15:20                      | 14:30                      | 20:10              | 19:15              |                     |                     |
| 15:45                      | 14:55                      | 20:45              | 19:50              |                     |                     |
| 16:10                      | 15:20                      | 21:20              | 20:25              |                     |                     |
| 16:35                      | 15:45                      | 21:55              | 21:00              |                     |                     |
| 17:00                      | 16:10                      | 22:30              | 21:35              |                     |                     |
| 17:25                      | 16:35                      | 23:05              | 22:10              |                     |                     |
| 17:50                      | 17:00                      | 23:40              | 22:45              |                     |                     |
| 18:15                      | 17:25                      |                    |                    |                     |                     |
| 18:40                      | 17:50                      |                    |                    |                     |                     |
| 19:05                      | 18:15                      |                    |                    |                     |                     |
| 19:30                      | 18:40                      |                    |                    |                     |                     |
| 19:55                      | 19:05                      |                    |                    |                     |                     |
| 20:20                      | 19:30                      |                    |                    |                     |                     |
| 20:45                      | 19:55                      |                    |                    |                     |                     |
| 21:10                      | 20:20                      |                    |                    |                     |                     |
| 21:35                      | 20:45                      |                    |                    |                     |                     |
| 22:00                      | 21:10                      |                    |                    |                     |                     |
| 22:25                      | 21:35                      |                    |                    |                     |                     |
| 22:50                      | 22:00                      |                    |                    |                     |                     |
| 23:15                      | 22:25                      |                    |                    |                     |                     |
| 23:40                      | 22:50                      |                    |                    |                     |                     |
| 00:00                      | 23:15                      |                    |                    |                     |                     |

## Recorrido y paradas

### Sentido Pinto
| Código | Parada                                     | Común con                                                            | Conexiones con Metro y Cercanías | Municipio | Zona |
| ------ | ------------------------------------------ | -------------------------------------------------------------------- | -------------------------------- | --------- | ---- |
| 16736  | P.º de La Chopera - Legazpi                | 422 424 426 429 VAC-231                                              | Legazpi                          | Madrid    |      |
| 5718   | Glorieta de Cádiz                          | 411 422 424 426 447 448 18 22 59 76 79 85 86                         | Almendrales                      | Madrid    |      |
| 1132   | Hospital 12 de Octubre                     | 411 422 423 424 426 429 447 448 18 22 59 76 79 85 86 VAC-158 VAC-231 | Hospital 12 de Octubre           | Madrid    |      |
| 1135   | San Fermín-Orcasur                         | 411 422 424 447 448 18 22 59 79 85 86                                | San Fermín-Orcasur               | Madrid    |      |
| 1172   | Avenida de Andalucía-Centro Comercial      | 411 422 424 426 447 448 22 59 79 85                                  | Ciudad de los Ángeles            | Madrid    |      |
| 16729  | Av. Andalucía - Villaverde Bajo Cruce      | 422 423 424 426 429 447 VAC-158 VAC-231                              | Villaverde Bajo Cruce            | Madrid    |      |
| 08191  | Ctra. A4 - Pol. Ind. San Marcos            | 428                                                                  |                                  | Getafe    |      |
| 12855  | Sierra Nevada - Las Marismas               |                                                                      |                                  | Pinto     |      |
| 06242  | Sierra Nevada - Doñana                     | 428                                                                  |                                  | Pinto     |      |
| 18462  | P.º de las Artes - Av. Juan Pablo II       | 428                                                                  |                                  | Pinto     |      |
| 15532  | P.º de las Artes - Pablo Gargallo          | 428 1A                                                               |                                  | Pinto     |      |
| 12382  | Pza. David Martín - Centro de Salud        | 428 1A                                                               |                                  | Pinto     |      |
| 12379  | Av. Europa - Reino Unido                   | 428 1A                                                               |                                  | Pinto     |      |
| 16454  | Cataluña - Aragón                          | 428 471 1A                                                           |                                  | Pinto     |      |
| 08049  | Av. Isabel La Católica - Fernando Católico | 428 455 471 1B                                                       |                                  | Pinto     |      |
| 08048  | Av. Isabel La Católica - Polideportivo     | 428 455 471 1B                                                       |                                  | Pinto     |      |
| 06347  | Pza. Jaime Meric - Cristo                  | 428 471 1B                                                           | Pinto                            | Pinto     |      |
| 11136  | Cañada Real de Toledo - Pza. Las Mercedes  | 428 455 471 1B                                                       |                                  | Pinto     |      |
| 08052  | Cañada Real de Toledo - Méjico             | 428 455 471 1B                                                       |                                  | Pinto     |      |
| 08042  | Sur - Polideportivo                        | 428 455 1B                                                           |                                  | Pinto     |      |

### Sentido Madrid
| Código | Parada                                | Común con                                                            | Conexiones con Metro y Cercanías | Municipio | Zona |
| ------ | ------------------------------------- | -------------------------------------------------------------------- | -------------------------------- | --------- | ---- |
| 08053  | Valdemoro - Federico García Lorca     | 428 455 471                                                          |                                  | Pinto     |      |
| 08041  | Av. España - Joan Miró                | 428 455 471                                                          |                                  | Pinto     |      |
| 08043  | Av. España - Terreros                 | 428 455 471                                                          |                                  | Pinto     |      |
| 08046  | Alfaro - Iglesia                      | 428 455 471                                                          |                                  | Pinto     |      |
| 15776  | Pza. Asunción - Alfaro                | 428 455 471                                                          |                                  | Pinto     |      |
| 11283  | Cataluña - Aragón                     | 428 471 1B                                                           |                                  | Pinto     |      |
| 12380  | Av. Europa - Luxemburgo               | 428 1B                                                               |                                  | Pinto     |      |
| 12381  | Pza. David Martín - Centro de Salud   | 428 1B                                                               |                                  | Pinto     |      |
| 15533  | P.º de las Artes - Colegio            | 428                                                                  |                                  | Pinto     |      |
| 18463  | P.º de las Artes - Francisco Barbieri | 428 1B                                                               |                                  | Pinto     |      |
| 12886  | Sierra Nevada - Doñana                | 428                                                                  |                                  | Pinto     |      |
| 12856  | Sierra Nevada - Las Marismas          |                                                                      |                                  | Pinto     |      |
| 08192  | Ctra. A4 - Pol. Ind. San Marcos       | 428                                                                  |                                  | Getafe    |      |
| 16730  | Av. Andalucía - Villaverde Bajo Cruce | 422 423 424 426 429 447 VAC-158 VAC-231                              | Villaverde Bajo Cruce            | Madrid    |      |
| 1173   | Avenida de Andalucía-Centro Comercial | 411 422 424 426 447 448 22 59 79 85                                  | Ciudad de los Ángeles            | Madrid    |      |
| 1136   | San Fermín-Orcasur                    | 411 422 424 447 448 18 22 59 79 85 86                                | San Fermín-Orcasur               | Madrid    |      |
| 5380   | Hospital 12 Octubre                   | 411 422 423 424 426 429 447 448 18 22 59 76 79 85 86 VAC-158 VAC-231 | Hospital 12 de Octubre           | Madrid    |      |
| 5704   | Glorieta de Cádiz                     | 411 422 424 426 447 448 18 22 59 76 79 85 86                         | Almendrales                      | Madrid    |      |
| 16736  | P.º de La Chopera - Legazpi           | 422 424 426 429 VAC-231                                              | Legazpi                          | Madrid    |      |